# Niels Christopher Winther

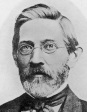
Niels C. Winther (1822–1892)

Niels Christopher Winther (* 2. Juli 1822 in Tórshavn/Färöer; † 24. Februar 1892) war ein färöischer Jurist, Politiker und Autor. In der Geschichte der Färöer gilt er gleichzeitig als der erste moderne Politiker.

## Leben
Niels Winther wurde in der Hauptstadt Tórshavn als Sohn von Sigga Maria (geborene Karlsbech) und Niels Christopher Winther senior geboren. Später heiratete er Anna Maria Nicolina Kjærgaard.
Er wurde in als Jurist Dänemark ausgebildet.
Er gab mit Færingetidende („Färingerzeitung“) am 13. Mai 1852 die erste eigene Zeitung des Landes heraus. Sie erschien in Dänischer Sprache und wurde nach nur 9 Ausgaben wieder verboten. Außerdem verfasste er 1875 Færøernes Oldtidshistorie (Färöische Alte Geschichte).
Niels Winther war als Politiker Abgeordneter des Løgtings von 1852 bis 1857. Er gilt allgemein als derjenige, der sich am vehementesten für die Wiedereinrichtung dieses alten Parlamentes einsetzte, das 1816 von Dänemark abgeschafft wurde. Im dänischen Folketing saß er bereits seit 1851 (auch bis 1857).
Am 19. Mai 2008 wird Niels C. Winther vom Postverk Føroya mit einer Briefmarke geehrt.